# Riconoscimenti ottenuti da Il cavaliere oscuro
Il cavaliere oscuro (The Dark Knight) è un film di supereroi del 2008 co-scritto, diretto e co-prodotto da Christopher Nolan. Basato sul personaggio di Batman di DC Comics, il film è il sequel di Batman Begins (2005) e il secondo capitolo della trilogia del cavaliere oscuro di Nolan. Nel film, Bruce Wayne / Batman (Christian Bale) stringe un'alleanza con il tenente della polizia James Gordon (Gary Oldman) e il procuratore distrettuale Harvey Dent (Aaron Eckhart) per smantellare la criminalità organizzata di Gotham City. I loro piani, però, vengono ostacolati da un geniale criminale conosciuto come il Joker (Heath Ledger), deciso a minare l'influenza di Batman e a gettare Gotham nel caos. Il cast comprende anche Michael Caine nel ruolo del maggiordomo Alfred Pennyworth, Maggie Gyllenhaal in quello di Rachel Dawes e Morgan Freeman nei panni di Lucius Fox. Il film è uscito in Australia il 16 luglio 2008.
Il film ha incassato oltre un miliardo di dollari in tutto il mondo, diventando il quarto film nella storia a superare tale cifra e il maggiore incasso cinematografico del 2008. Diventando il quarto film con il maggiore incasso di sempre. Il film ha ricevuto un grande consenso da parte della critica, raggiungendo un indice di gradimento del 94% sull'aggregatore di recensioni Rotten Tomatoes.
Il cavaliere oscuro ha ottenuto numerosi premi e candidature, ricevendo particolare apprezzamento per l'interpretazione di Heath Ledger nei panni del Joker. Alla 81ª edizione dei premi Oscar del 2009, il film ha ricevuto otto candidature agli Oscar, vincendone due: Miglior montaggio sonoro e Miglior attore non protagonista (assegnato postumo a Ledger). Curiosamente, la vittoria per il montaggio sonoro impedì a The Millionaire (Slumdog Millionaire), vincitore del premio come Miglior film, di ottenere un en plein in tutte le categorie in cui era candidato.
Ai People's Choice Awards - premi assegnati in base ai sondaggi Gallup sul pubblico - la pellicola ha vinto cinque riconoscimenti, tra cui Miglior film, Miglior film d'azione, Miglior supereroe (Christian Bale nei panni di Bruce Wayne/Batman), Miglior coppia sullo schermo (Christian Bale e Heath Ledger) e Miglior cast. Il film è stato inserito tra i dieci migliori film del 2008 da numerose pubblicazioni, tra cui l'American Film Institute e il National Board of Review.
Nel 2020, il film è stato selezionato per la conservazione nel National Film Registry della Biblioteca del Congresso degli Stati Uniti per il suo valore "culturale, storico o estetico".

## Riconoscimenti
I premi ricevuti dal film sono stati:
- 2009 - Premio Oscar[7]
  - Miglior attore non protagonista a Heath Ledger
  - Miglior montaggio sonoro a Richard King
  - Candidatura alla migliore fotografia a Wally Pfister
  - Candidatura alla migliore scenografia a Nathan Crowley e Peter Lando
  - Candidatura al miglior trucco a John Caglione Jr. e Conor O'Sullivan
  - Candidatura al miglior montaggio a Lee Smith
  - Candidatura al miglior sonoro a Lora Hirschberg, Gary Rizzo e Ed Novick
  - Candidatura ai migliori effetti speciali a Nick Davis, Chris Corbould, Timothy Webber e Paul J. Franklin
- 2009 - Golden Globe[7]
  - Miglior attore non protagonista a Heath Ledger
- 2009 - Premio BAFTA[7]
  - Miglior attore non protagonista a Heath Ledger
  - Candidatura Migliore fotografia a Wally Pfister
  - Candidatura Migliore scenografia a Nathan Crowley e Peter Lando
  - Candidatura Migliori costumi a Lindy Hemming
  - Candidatura Miglior trucco a Peter Robb-King
  - Candidatura Miglior montaggio a Lee Smith
  - Candidatura Miglior sonoro a Lora Hirschberg, Richard King, Ed Novick e Gary Rizzo
  - Candidatura Migliori effetti speciali a Nick Davis, Chris Corbould, Timothy Webber e Paul J. Franklin
  - Candidatura Miglior colonna sonora a Hans Zimmer e James Newton Howard
- 2009 - Saturn Award[7]
  - Miglior film d'azione/di avventura
  - Miglior attore non protagonista a Heath Ledger
  - Migliore sceneggiatura a Christopher Nolan e Jonathan Nolan
  - Migliori effetti speciali a Nick Davis, Chris Corbould, Tim Webber e Paul Franklin
  - Miglior colonna sonora a James Newton Howard e Hans Zimmer
  - Candidatura Miglior attore a Christian Bale
  - Candidatura Miglior attrice a Maggie Gyllenhaal
  - Candidatura Miglior attore non protagonista a Aaron Eckhart
  - Candidatura Miglior regia a Christopher Nolan
  - Candidatura Migliori costumi a Lindy Hemming
  - Candidatura Miglior trucco a John Caglione Jr. e Conor O'Sullivan
  - Candidatura Miglior edizione speciale DVD/Blu-ray
- 2009 - Empire Awards[7]
  - Miglior film
  - Miglior attore a Christian Bale
  - Miglior regista a Christopher Nolan
  - Candidatura Miglior sci-fi/fantasy
- 2008 - DGA Award
  - Candidatura per Christopher Nolan
- 2008 - PGA Award
  - Candidatura per Christopher Nolan, Emma Thomas e Charles Roven
- 2009 - Premio Goya[7]
  - Candidatura Miglior film europeo a Christopher Nolan
- 2008 - National Board of Review Award
  - Migliori dieci film
- 2009 - Kansas City Film Critics Circle Award
  - Miglior attore non protagonista a Heath Ledger
- 2009 - Critics' Choice Movie Award[8]
  - Miglior film d'azione
  - Miglior attore non protagonista a Heath Ledger
  - Candidatura Miglior cast
  - Candidatura Miglior film
  - Candidatura Miglior regia a Christopher Nolan
  - Candidatura Migliore colonna sonora a Hans Zimmer e James Newton Howard
- 2008 - Chicago Film Critics Association Awards
  - Miglior attore non protagonista a Heath Ledger
  - Migliore fotografia a Wally Pfister
  - Candidatura Miglior film
  - Candidatura Miglior regista a Christopher Nolan
  - Candidatura Migliore sceneggiatura non originale a Christopher Nolan e Jonathan Nolan
  - Candidatura Miglior colonna sonora originale a Hans Zimmer e James Newton Howard
- 2009 - Nastro d'argento
  - Miglior doppiaggio maschile a Adriano Giannini (Joker)
- 2008 - Boston Society of Film Critics Award[9]
  - Miglior attore non protagonista a Heath Ledger
- 2008 - Los Angeles Film Critics Association Awards
  - Miglior attore non protagonista a Heath Ledger
- 2009 - MTV Movie Award[7]
  - Miglior cattivo a Heath Ledger
  - Candidatura Miglior film
  - Candidatura Migliore performance maschile a Christian Bale
  - Candidatura Miglior combattimento (Christian Bale contro Heath Ledger)
- 2008 - Golden Schmoes Awards
  - Miglior regista a Christopher Nolan
  - Film preferito
  - Miglior attore non protagonista a Heath Ledger
  - Personaggio più alla moda dell'anno (Il Joker)
  - Miglior colonna sonora
  - Poster cinematografico preferito
  - Miglior trailer dell'anno
  - Miglior DVD/Blu-Ray dell'anno
  - Miglior sequenza d'azione (L'inseguimento al furgone portavalori)
  - Scena più memorabile (Il trucco magico della matita)
  - Miglior frase (Perché sei così serio?)
  - Miglior sceneggiatura a Christopher Nolan, Jonathan Nolan e David S. Goyer
  - Candidatura al film più sottovalutato
  - Candidatura ai migliori effetti speciali
  - Candidatura al miglior attore non protagonista a Aaron Eckhart
  - Candidatura alla scena più memorabile (L'interrogatorio tra Batman e Joker)

- 2008 - Satellite Award
  - Miglior suono a Richard King, Lora Hirschberg e Gary Rizzo
  - Candidatura Migliore regia a Christopher Nolan
  - Candidatura Miglior attore non protagonista a Heath Ledger
  - Candidatura Miglior montaggio a Lee Smith
  - Candidatura Migliori effetti speciali a Nick Davis, Chris Corbould, Timothy Webber e Paul J. Franklin
- 2009 - Screen Actors Guild Award
  - Miglior attore non protagonista a Heath Ledger
  - Migliori controfigure cinematografiche
- 2008 - Utah Film Critics Awards[10]
  - Miglior film
  - Miglior attore non protagonista a Heath Ledger
- 2008 - Toronto Film Critics Association Awards[11]
  - Miglior attore non protagonista a Heath Ledger
  - Candidatura Miglior film
- 2008 - Phoenix Film Critics Awards
  - Migliori 10 film
  - Miglior attore non protagonista a Heath Ledger
  - Migliore scenografia
  - Migliori effetti speciali
  - Miglior gruppo stuntman
- 2008 - Southeastern Film Critics Association Awards[12]
  - Miglior attore non protagonista a Heath Ledger
- 2008 - Austin Film Critics Association Awards[13]
  - Miglior film
  - Migliore regia a Christopher Nolan
  - Miglior attore non protagonista a Heath Ledger
  - Migliore sceneggiatura non originale a Christopher Nolan e Jonathan Nolan
  - Miglior colonna sonora a Hans Zimmer e James Newton Howard
- 2008 - Washington D.C. Area Film Critics Association Awards[14]
  - Miglior attore non protagonista a Heath Ledger
- 2008 - Australian Film Institute
  - Premio internazionale come miglior attore a Heath Ledger
- 2008 - Grammy Awards
  - Migliore colonna sonora a James Newton Howard e Hans Zimmer
- 2008 - St. Louis Film Critics Association Awards
  - Miglior attore non protagonista a Heath Ledger
  - Migliori effetti speciali
  - Candidatura Miglior film
  - Candidatura Migliore regia a Christopher Nolan
  - Candidatura Migliore fotografia a Wally Pfister
  - Candidatura Miglior colonna sonora a Hans Zimmer e James Newton Howard
- 2009 - People's Choice Awards[7]
  - Film Preferito
  - Film d'azione preferito
  - Scontro preferito tra Christian Bale e Heath Ledger
  - Supereroe preferito a Christian Bale
  - Cast preferito
  - Candidatura Personalità maschile protagonista a Christian Bale
- 2008 - Scream Award[15]
  - Premio The Ultimate Scream
  - Migliore regia a Christopher Nolan
  - Miglior attore fantasy a Heath Ledger
  - Miglior supereroe a Christian Bale
  - Miglior cattivo a Heath Ledger
  - Miglior attore non protagonista a Gary Oldman
  - The Holy Sh!t Scene of the Year al ribaltamento dell'autoarticolato guidato da Joker
  - Candidatura Miglior film fantasy
  - Candidatura Miglior attore fantasy a Christian Bale
  - Candidatura Miglior cattivo a Aaron Eckhart
  - Candidatura Miglior attore non protagonista a Michael Caine
  - Candidatura The Holy Sh!t Scene of the Year all'inseguimento con la Batmobile e il Batpod
- 2008 - National Movie Awards[16]
  - Miglior supereroe a Christian Bale
  - Candidatura Miglior interpretazione maschile a Christian Bale
- 2008 - Golden Trailer Awards
  - Miglior trailer d'azione
  - Migliore locandina promozionale estiva per il teaser poster
  - Candidatura Miglior grafica dei titoli
  - Candidatura Migliore locandina promozionale estiva per il poster ufficiale
- 2008 - Teen Choice Awards[7]
  - Candidatura Scelta estiva come film d'azione e d'avventura
- 2008 - Visual Effects Society Awards[17]
  - Migliori modellini e miniature in un film a Ian Hunter, Forest Fischer, Scott Beverly e Adam Gelbart per l'incidente del camion della spazzatura
  - Miglior ambientazione virtuale in un film a Peter Bebb, David Vickery, Philippe Leprince e Andrew Lockley per i paesaggi di Gotham City girati in IMAX
  - Migliori effetti speciali in un film a Chris Corbould, Peter Notley e Ian Lowe